# Коростенский район
Ко́ростенский райо́н (укр. Коростенський район) — административная единица в северной части Житомирской области Украины. Административный центр — город Коростень. Крупнейший район Украины по площади.

## География
Площадь — 10 892 км², Крупнейший район Украины по площади.
Расположен на севере области.
На юге граничит со Звягельским и Житомирским районами Житомирской области, на западе — с Сарненским районом Ровненской области, на востоке — с Вышгородским и Бучанским районами Киевской области. На севере граничит с Республикой Беларусь.
Основные реки — Уж.

## История
Коростенский район образован в УССР в 1926 году.
15 сентября 1930 года, после ликвидации Коростенского округа, район перешёл в прямое подчинения республиканскому центру. 9 февраля 1932 года район вошёл в состав новообразованной Киевской области.
1 июня 1935 года район был ликвидирован. Восстановлен 28 февраля 1940 года в составе Житомирской области.
28 ноября 1957 года к Коростенскому району была присоединена часть территории упразднённого Чоповичского района.
17 июля 2020 года в результате административно-территориальной реформы район был укрупнён, в его состав вошли территории:
- Коростенского района,
- Лугинского района,
- Малинского района,
- Народичского района,
- Овручского района,
- Олевского района,.
- частично Хорошевского (Володарско-Волынского) района (Иршанская поселковая община),
- а также городов областного значения Коростень и Малин.

7 марта 2022 года напавшие на Украину российские войска ночью нанесли авиаудары по городам Коростень, Овруч и Малин.

## Население
Численность населения района в укрупнённых границах — 262,1 тыс. человек.
Численность населения района в границах до 17 июля 2020 года по состоянию на 1 января 2020 года — 25 297 человек (всё — сельское).

## Административное устройство
Район в укрупнённых границах с 17 июля 2020 года делится на 13 территориальных общин (громад), в том числе 4 городские, 4 поселковые и 5 сельских общин (в скобках — их административные центры):
- Городские:
  - Коростенская городская община (город Коростень),
  - Малинская городская община (город Малин),
  - Овручская городская община (город Овруч),
  - Олевская городская община (город Олевск);
- Поселковые:
  - Иршанская поселковая община (пгт Иршанск),
  - Лугинская поселковая община (пгт Лугины),
  - Народичская поселковая община (пгт Народичи),
  - Чоповичская поселковая община (пгт Чоповичи);
- Сельские:
  - Белокоровичская сельская община (село Белокоровичи),
  - Гладковичская сельская община (село Гладковичи),
  - Горщиковская сельская община (село Горщик),
  - Словечанская сельская община (село Словечно),
  - Ушомирская сельская община (село Ушомир).

## Сельское хозяйство
Производством сельскохозяйственной продукции в районе занимаются 27 коллективных сельскохозяйственных предприятий, 4 колхоза, 2 сельскохозяйственные общества с ограниченной ответственностью, 2 открытых акционерных общества и одно хозяйство с государственной формой собственности «Грозинское». Основными направлениями являются производство животноводческой продукции, зерна (ржи) и картофеля.
В 2013 году в селе Коростенского района начало работу ООО "Добре Поле", которое имеет собственную материально-техническую базу и занимается выращиванием сельскохозяйственных культур, среди которых: овёс, горчица, масличная редька, пайза. Директором ООО «Добре Поле» является дипломированный агроном Тарасенко Владимир Иванович . ООО «Добре Поле» не только засевает сушковские поля, но и активно участвует в жизни села. За полгода работы уже создано несколько рабочих мест, постелен линолеум в кабинете младших классов, приобретено краску для отремонтированного спортзала, начаты переговоры с руководством районного РЭС об освещении сельских улиц.

## Транспорт
Через район проходят 5 железнодорожных магистралей в направлении на Киев, Звягель, Овруч, Олевск, Житомир и 6 автомагистралей республиканского масштаба и 1 трансъевропейская трасса Киев—Варшава.

## Известные люди
В районе родились
- Матвиенко Владимир Павлович — Герой Украины.
- Трохимчук Виктор Васильевич — профессор, заслуженный работник образования Украины.